# 30 maggio
Il 30 maggio è il 150º giorno del calendario gregoriano (il 151º negli anni bisestili). Mancano 215 giorni alla fine dell'anno.

## Eventi
- 1416 - Girolamo da Praga è condannato al rogo per eresia
- 1431 - A Rouen, in Francia, la diciannovenne Giovanna d'Arco viene bruciata sul rogo
- 1493 - Per la prima volta in Italia Beatrice d'Este dà a Venezia l'annuncio ufficiale e definitivo dell'impresa di Carlo VIII, preludio delle guerre d'Italia[1]
- 1539 - In Florida, Hernando de Soto sbarca con 600 soldati a Tampa Bay con la missione di trovare giacimenti d'oro
- 1574 - Enrico III diventa re di Francia
- 1588 - L'ultima nave dell'Invincibile Armada spagnola salpa da Lisbona in direzione del Canale della Manica
- 1635 - Guerra dei trent'anni: viene stipulata la Pace di Praga
- 1741 - Papa Benedetto XIV pubblica la lettera enciclica Non ambigimus sull'osservanza dei precetti cristiani e della quaresima in particolare
- 1792 - Papa Pio VI pubblica la lettera enciclica Quo fluctu sulle deroghe alle norme canoniche per i vescovi di Francia a causa delle conseguenze della Rivoluzione francese
- 1806 - Andrew Jackson uccide un uomo in un duello dopo che questi aveva accusato sua moglie di bigamia
- 1814 - Viene firmato il Primo trattato di Parigi, con il quale i confini francesi vengono riportati a quelli del 1792; Napoleone Bonaparte viene esiliato all'Isola d'Elba lo stesso giorno
- 1848 - Battaglia di Goito: l'esercito sardo registra una grande ma non sfruttata vittoria sugli austriaci del feldmaresciallo Josef Radetzky
- 1868 - Il Memorial Day (allora conosciuto come Decoration Day) viene celebrato negli Stati Uniti d'America per la prima volta (fu proclamato il 5 maggio precedente dal generale John A. Logan)
- 1876 - Il sultano ottomano Abdul Aziz viene deposto e sostituito da suo nipote Murad V
- 1879 - Il Gilmores Garden di New York viene ribattezzato Madison Square Garden da William Kissam Vanderbilt e aperto al pubblico
- 1883
  - A New York, voci che dicono che il Ponte di Brooklyn stia per crollare provocano un fuggi fuggi che causerà dodici vittime
  - Papa Leone XIII pubblica la lettera enciclica Misericors Dei Filius sulla nuova regola del terzo ordine secolare di San Francesco
- 1894 - A Viareggio la forlivese Clelia Merloni fonda la Congregazione delle Apostole del Sacro Cuore di Gesù
- 1911 - Sul Circuito di Indianapolis la prima 500 miglia di Indianapolis finisce con la vittoria di Ray Harroun
- 1913 - Prima guerra balcanica: a Londra viene firmato un trattato di pace che mette fine alla guerra; l'Albania diventa una nazione indipendente
- 1922 - A Washington viene inaugurato il Lincoln Memorial
- 1924 - Giacomo Matteotti denuncia in parlamento le violenze dei fascisti durante le elezioni di aprile
- 1939 - Esce negli USA il numero 27 della rivista a fumetti Detective Comics contenente la prima apparizione di Batman, personaggio creato da Bob Kane e Bill Finger[2]
- 1942 - Seconda guerra mondiale: un migliaio di bombardieri britannici lanciano un attacco di 90 minuti su Colonia, in Germania
- 1948 - Cede una diga sul fiume Columbia in piena: nel giro di pochi minuti l'ondata cancella completamente la città di Vanport (Oregon), causando 15 morti e decine di migliaia di senzatetto
- 1949 - La Germania Est promulga la propria costituzione
- 1958 - I corpi di diversi soldati non identificati della seconda guerra mondiale e della guerra di Corea vengono seppelliti nella Tomba del milite ignoto del Cimitero nazionale di Arlington
- 1967 - Il Biafra proclama la sua indipendenza dalla Nigeria: ciò provocherà la guerra civile nigeriana
- 1968 - Tornati nel Regno Unito dopo un controverso soggiorno in India, i Beatles iniziano le sessioni di registrazione del loro successivo album The Beatles (noto come White Album) incidendo Revolution; alcuni dei materiali scartati da questa canzone verranno rielaborati a partire dal giorno dopo e fino al successivo 25 giugno da John Lennon e Yōko Ono per realizzare il brano Revolution 9
- 1971 - Programma Mariner: il Mariner 9 viene lanciato verso Marte
- 1972 - I membri dell'Armata Rossa Giapponese compiono il Massacro dell'Aeroporto di Lod
- 1981 - Bangladesh: Ziaur Rahman, presidente della Repubblica, viene ucciso durante un tentativo di colpo di Stato; assume la carica di presidente Abdus Sattar
- 1982 - La Spagna diventa il sedicesimo membro della NATO e la prima nazione a entrare nell'alleanza dall'ammissione della Germania Ovest nel 1955
- 1988 - Viene fondata l'Agenzia spaziale italiana[3]
- 1989 - Dimostrazioni di piazza Tienanmen del 1989: la statua alta otto metri della Dea della Democrazia viene svelata dagli studenti dimostranti
- 1998 - Un terremoto di magnitudo 6,6 colpisce l'Afghanistan settentrionale, causando circa 5000 vittime
- 2004 - Italia: nel 50º anniversario del suo primo volo, all'Aeroporto di Pratica di Mare (Roma) viene celebrata la festa d'addio per l'F-104, il caccia militare detto Starfighter

## Nati
Ci sono circa 1 060 voci su persone nate il 30 maggio; vedi la pagina Nati il 30 maggio per un elenco descrittivo o la categoria Nati il 30 maggio per un indice alfabetico.

## Morti
Ci sono circa 450 voci su persone morte il 30 maggio; vedi la pagina Morti il 30 maggio per un elenco descrittivo o la categoria Morti il 30 maggio per un indice alfabetico.

## Feste e ricorrenze

### Civili
Internazionali:
- Giornata internazionale della patata[4][5]

Nazionali:
- Croazia: Giornata della statalità[6]
- Stati Uniti - Memorial Day (in origine, attualmente il quarto lunedì di maggio)

### Religiose
Cristianesimo: 
- San Paolo VI, papa (rito ambrosiano)
- Sant'Anastasio di Pavia, vescovo
- Santi Basilio ed Emmelia
- Santa Dinfna, vergine e martire
- San Ferdinando III di Castiglia, re
- Santi Gabino e Crispolo martiri di Torres
- Santa Giovanna d'Arco, vergine e mistica
- San Giuseppe Marello, vescovo
- Sant'Isacco di Dalmazia, monaco
- San Luke Kirby, sacerdote e martire
- San Mattia Kalemba, martire
- San Restituto di Cagliari, vescovo e martire
- Sant'Uberto di Bretigny, monaco
- San Valstano di Bawburgh
- Beato Carlo Liviero, vescovo e fondatore delle Piccole ancelle del Sacro Cuore
- Beati Guglielmo Filby, Lorenzo Johnson e Tommaso Cottam, sacerdoti e martiri
- Beata Maria Celina della Presentazione (Giovanna Germana Castang), clarissa
- Beata Marta Wiecka, suora vincenziana
- Beato Otto Neururer, sacerdote e martire